# Mike Lowell
Michael Averett Lowell (San Juan, 24 de fevereiro de 1974) é um ex-jogador porto-riquenho de beisebol. A última equipe da Major League Baseball que defendeu, como terceira-base, foi o Boston Red Sox, de 2006 a 2010. Ele também jogou pelo New York Yankees (1996) e pelo Florida Marlins (1999–2005), onde foi campeão da Série Mundial de 2003 (ano em que ganhou a Luva de Ouro). Já participou de quatro Jogos das Estrelas da Major League Baseball (2002, 2003, 2004, 2007). Na temporada de 2007, liderou o Red Sox em corridas impulsionadas com 120, ajudando seu time a sair com o título da Série Mundial e sendo escolhido o MVP daquelas finais. Em 19 de novembro daquele ano, renovou seu contrato por 3 anos/US$ 37,5 mi. Foi dispensado do time em 2010 e então se aposentou.

## Estatísticas
- Corridas impulsionadas: 952;
- Home Runs: 223;
- Porcentagem de rebatidas: 27,9%